# Gregor Tureček
Gregor Tureček (geb. 1985 in Wien) ist ein österreichischer Theaterregisseur.

## Leben
Gregor Tureček studierte Germanistik und Informatik an der Universität Wien und gründete zu dieser Zeit das Studierendentheater „Reactor“, das mit seinen Inszenierungen zum 100 Grad Festival nach Berlin und zum drehbühne-Festival nach Brno eingeladen wurde. 2011 bis 2013 studierte er Regie für Schauspiel und Musiktheater an der Bayerischen Theaterakademie August Everding und war Stipendiat der Richard-Stury-Stiftung. Während einer zweijährigen Regieassistenz am Residenztheater München arbeitete er u. a. mit Anne Lenk, Tina Lanik, Martin Kušej und Frank Castorf zusammen und realisierte mehrfach eigene Arbeiten auf der Studiobühne „Marstall“. Für seine Inszenierung „Taken from real life. Eine Show“ erhielt er 2014 den Kurt-Meisel-Förderpreis. Seit 2015 ist er freischaffender Regisseur mit Arbeiten an Stadt- und Landestheatern in Augsburg, Regensburg, Münster, Tübingen, Osnabrück, Memmingen, Wilhelmshaven, Celle und Quedlinburg.
Gregor Tureček ist Gastdozent des Masterlehrgangs Theaterpädagogik der Pädagogischen Hochschule Wien/Krems. 2017 war er als Gastvortragender zum internationalen Theaterpädagogen-Kongress „changes challenges choices“ der IDEA Austria eingeladen.

## Inszenierungen (Auswahl)
- 2012: wir schlafen nicht (Residenztheater München)
- 2013: Das fliegende Kästchen (Velodrom Regensburg)
- 2013: hamlet ist tot (Residenztheater München)
- 2014: Die unendliche Geschichte (Residenztheater München)
- 2014: Taken from real life. Eine Show (Residenztheater München)
- 2015: Die Geierwally (Theater Augsburg)
- 2016: Romeo und Julia (Nordharzer Städtebundtheater)
- 2017: Die rote Zora und ihre Bande (Audimax Regensburg)
- 2017: Die Leiden des jungen Werther (Theater Münster)
- 2018: Rechtes Denken (Landesbühne Niedersachsen Nord)
- 2018: Im weißen Rössl (Schloßtheater Celle)
- 2018: Bilder deiner großen Liebe (Landesbühne Niedersachsen Nord)
- 2018: Der Wunschpunsch (Theater Osnabrück)
- 2019: Gespräche mit Astronauten (Theater Münster)
- 2020: Effi Briest (Theater Münster)
- 2020: How to date a feminist (LTT Tübingen)
- 2021: Die Laborantin (Theater Regensburg)